# Gino Pariani
Virginio “Gino” Peter Pariani  (San Luis, Misuri, Estados Unidos, 21 de febrero de 1928 - San Luis, Misuri, Estados Unidos, 9 de mayo de 2007) fue un futbolista estadounidense. Jugó en la  posición de delantero.

## Trayectoria
Gino Pariani se crio en un barrio italiano de la ciudad de San Luis. 
En 1943 jugó por los Schumachers, su primer equipo. En su paso por el club, fue campeón de St. Louis Municipal League championship. Luego, llegó al Raftery’s S.C., permaneció hasta la temporada 1946-47. Más tarde, su próximo destino fue el St. Louis Simpkins-Ford. Logró dos títulos de la National Challenge Cup en 1948 y 1950.
También jugó en el Calcaterra y en el Wildcats A.C.
Figura como miembro de la National Soccer Hall of Fame desde 1976.

## Selección nacional
Jugó 5 partidos con la selección estadounidense y marcó 1 gol. Disputó el Mundial de Brasil de 1950, jugó tres encuentros, incluyendo el triunfo histórico frente a la selección de Inglaterra por 1–0, considerado como una de las mayores sorpresas en la historia del fútbol.  Anotó el único tanto en la derrota ante España, partido válido por la primera fecha del mundial de dicho año.
Formó parte de la selección estadounidense de fútbol en los Juegos Olímpicos de Londres de 1948.

### Participaciones en Juegos Olímpicos
| Torneo                   | Sede    | Resultado        |
| ------------------------ | ------- | ---------------- |
| Juegos Olímpicos de 1948 | Londres | Cuartos de final |

### Participaciones en Copas del Mundo
| Mundial                        | Sede   | Resultado    | Partidos | Goles |
| ------------------------------ | ------ | ------------ | -------- | ----- |
| Copa Mundial de Fútbol de 1950 | Brasil | Primera fase | 3        | 1     |

## Clubes
| Club                    | País           | Año         |
| ----------------------- | -------------- | ----------- |
| Schumachers             | Estados Unidos | 1943        |
| Raftery’s               | Estados Unidos | 1943 - 1947 |
| St. Louis Simpkins-Ford | Estados Unidos | Desconocido |
| Calcaterra              | Estados Unidos | Desconocido |
| Wildcats A.C.           | Estados Unidos | Desconocido |